# Shimla (stad in Himachal Pradesh)
Shimla uitspraakⓘ [ʃɪmla] (Hindi: शिमला, Urdu: شملہ, in de Britse tijd gespeld als Simla) is de zomerhoofdstad van de Indiase deelstaat Himachal Pradesh. De stad ligt in de zuidelijke uitlopers van de Himalaya, de Siwaliks. Het is een populaire toeristische bestemming voor zowel Indiase als buitenlandse toeristen.
Shimla had in de koloniale tijd de rol van zomerhoofdstad van Brits-Indië. Sinds 1966 is het de hoofdstad van Himachal Pradesh, een status die het sinds 2017 deelt met de winterhoofdstad Dharamsala.
De naam Shimla komt van de hindoegodin Shyamala Devi, een incarnatie van Kali.

## Geschiedenis
Shimla was tijdens de gurkha's een kleine onbetekenende nederzetting. In 1819 werd de locatie echter ontdekt door de Britten, die besloten er een hill station te bouwen. In 1822 werd het eerste Britse huis gebouwd en al snel volgden er meer. Vanwege de makkelijke bereikbaarheid vanuit Delhi en Lahore (de hoofdstad van Punjab) groeide het uit tot het belangrijkste hill station in de westelijke Himalaya's. In 1864 werd Shimla daarom officieel de zomerhoofdstad van Brits-Indië. Elk jaar verhuisde de Brits-Indische regering van de drukkende hitte in Calcutta of Delhi naar de koelere hoogten van Shimla. Iedere ambtenaar of bestuurder die wat wilde voorstellen wilde een tweede huis in Shimla bouwen, zodat de stad tegenwoordig nog bekend is om zijn victoriaanse villa's. In 1903 werd het smalspoorlijntje aangelegd om het vervoer te vergemakkelijken. In 1939 verloor Shimla zijn status als zomerhoofdstad maar na de onafhankelijkheid van India in 1947 werd het de hoofdstad van de Indiase deelstaat Punjab. Bij de bestuurlijke herindeling van India in 1966 werd het de hoofdstad van het unieterritorium (en latere deelstaat) Himachal Pradesh.

### Verdragen
In Shimla werden in het verleden verschillende verdragen getekend.
In 1914 tekenden Republiek China, Tibet en het Verenigd Koninkrijk het Akkoord van Simla, waarin de grenzen tussen China en Tibet werden vastgelegd. China ratificeerde dit akkoord niet.
In 1971 tekenden de Pakistaanse president Zulfikar Ali Bhutto en de Indiase premier Indira Gandhi het Verdrag van Shimla. Hierin werden de betrekkingen geregeld en de fundamenten neergelegd voor onderhandelingen tussen beide landen in de decennia erna.

## Geografie

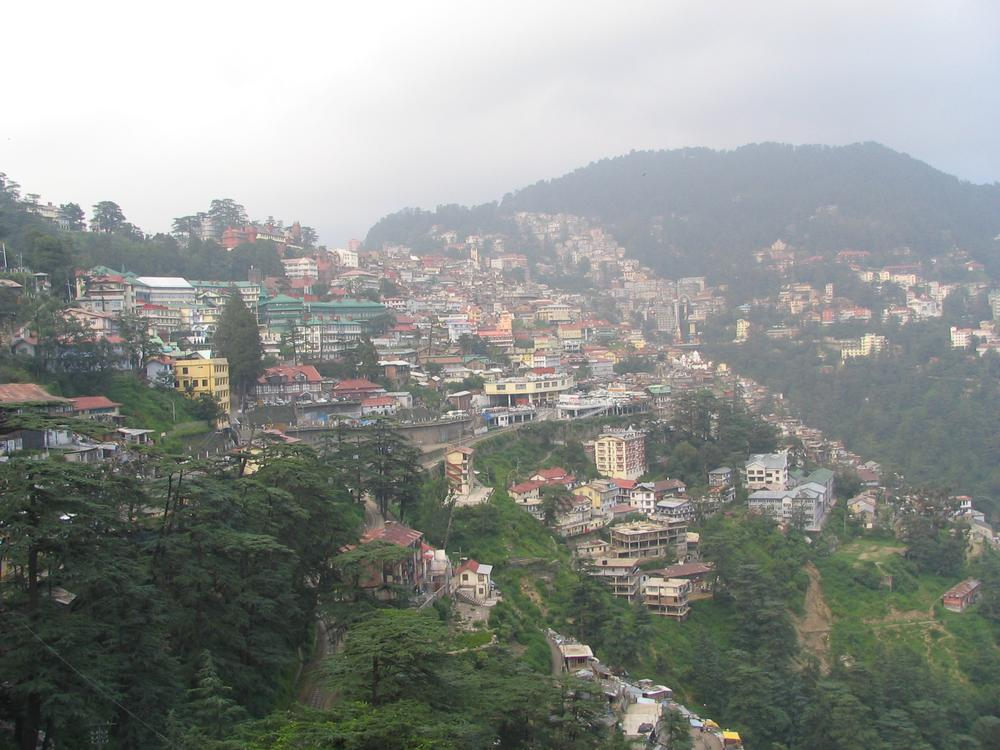
Uitzicht over Shimla boven het station

Shimla ligt verspreid over een langgerekte bergtop op zo'n 2000 m hoogte. De omringende hellingen zijn begroeid met altijdgroen dennenbos.
Shimla is via de Indiase National Highway 22 met Chandigarh verbonden, de eerste grote stad ten zuiden van de Siwaliks. De weg naar het noorden verbindt Shimla met Mandi, Manali en Dharamsala. Shimla is het eindstation van de Kalka Shimla Railway, een smalspoorlijntje dat in de koloniale tijd is aangelegd. Het dichtstbijzijnde vliegveld is Jubbarhatti, 24 km ten zuiden van Shimla.

## Demografie
Shimla heeft een aanzienlijke minderheid uit Pakistan gevluchte hindoes en sikhs na de scheiding van India en Pakistan in 1947. De belangrijkste talen zijn Hindi, Punjabi en Pahari.
Bij de census van 2001 had Shimla 142.161 inwoners. 57% van de bevolking is mannelijk. Alfabetisme ligt op 84%, onder mannen is dit 86%, onder vrouwen 82%. 9% van de bevolking is onder de 6 jaar oud.

## Economie
De Amerikaan Satyananda Stokes introduceerde rond 1932 de appelteelt in de omgeving van Shimla en tegenwoordig is Himachal Pradesh bekend om zijn appels. De meeste inwoners hebben echter werk in de tertiaire sector. Toerisme is een andere belangrijke bron van inkomsten.

## Onderwijs
Shimla heeft sinds 1970 een eigen universiteit, de Himachal Pradesh University.

## Bekende inwoners van Shimla

### Geboren
- Henry McMahon (1862-1949), Brits diplomaat en militair
- Guy Gibson (1918-1944), Brits bommenwerperpiloot
- Idries Shah (1924-1996), Afghaans schrijver
- Salmaan Taseer (1944-2011), Pakistaans zakenman en politicus
- Anupam Kher (1955), acteur, filmproducent en filmregisseur
- Preity Zinta (1975), actrice en model
- Celina Jaitly (1981), actrice, model en Miss India 2001

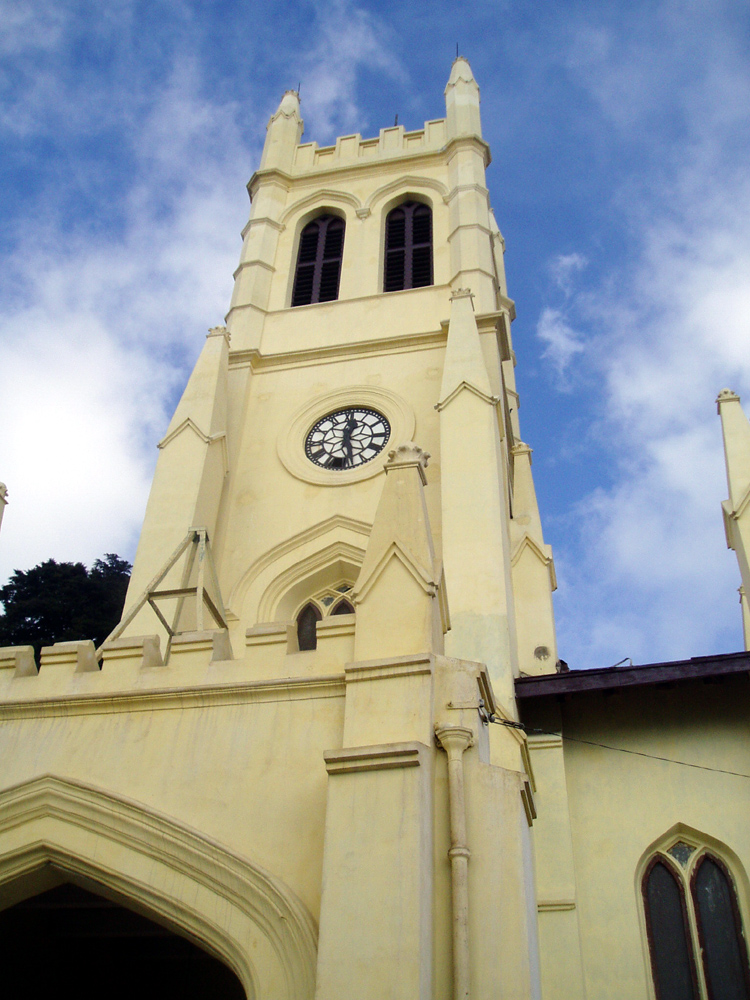
Christ Church, victoriaanse kerk in het centrum van Shimla